# Au secours de Béatrice
 (octobre 2016).
Si vous disposez d'ouvrages ou d'articles de référence ou si vous connaissez des sites web de qualité traitant du thème abordé ici, merci de compléter l'article en donnant les références utiles à sa vérifiabilité et en les liant à la section « Notes et références ».
Pour les articles homonymes, voir Au secours ! (homonymie).
Au secours de Béatrice est une série télévisée québécoise en 88 épisodes de 45 minutes écrite par Francine Tougas, réalisée par Alexis Durand-Brault et diffusée entre le 10 septembre 2014 et le 14 mars 2018 sur le réseau TVA.

## Synopsis
Béatrice Clément est un médecin urgentologue, hyper compétente qui suit une thérapie avec un psychologue. Dans le bureau où se déroulent leurs entretiens, sa vie personnelle et son passé se mêlent avec ceux de ses patients qui passent les portes de son service. Elle a beau savoir gérer son département de main de maître, sa vie privée, c'est bien autre chose…
En essayant d'être parfaite et de toujours garder le contrôle, elle fait face à des situations comiques et embarrassantes, mais aussi parfois douloureuses. Sa démarche avec son thérapeute affecte peu à peu toutes les sphères de sa vie, sentimentale, amicale et la relation difficile qu'elle entretient avec son père Christophe.

## Distribution
- Sophie Lorain : Béatrice Clément
- Gabriel Arcand : Monsieur P
- Pierre-Luc Brillant : Olivier-Luc Laveaux
- Gabriel Sabourin : Benoît Richard
- Robert Lalonde : Christophe Clément
- Linda Sorgini : Ginette Thouin
- Monique Spaziani : Bernadette Rioux
- Marie-France Lambert : Isabelle Chartier
- Marie Turgeon : Lucie Gauthier
- Alex Bisping : Miloslaw Lisowski
- Virginie Ranger-Beauregard : Véronique Simard
- Mikhaïl Ahooja (de) : Anju Sen
- Stéphan Allard : Jean-Gilbert
- Luc Bourgeois : Pascal Jodoin
- Lévi Doré (en) : Zacharie
- Nathalie Cavezzali : Maria Leone
- Rosalie Moreau : Océane Chartier-Clément
- Rachel Graton : Caroline Tanguay
- Noémie Yelle : Zoé Geoffroy
- Isabelle Blais : Adrienne Bannon
- Alain Zouvi : Bernard
- Marilyn Castonguay : Éléonore, fille de Monsieur P
- Mathieu Lorain Dignard : Arnaud Bélanger
- Kathleen Fortin : Stéphanie Boudreault
- Danny Gilmore : Tom
- Lise Roy : Lysanne
- Paul Doucet : Daniel Boyer
- Hélène Florent : Martine Cournoyer
- Vincent Graton : Gabriel Simon
- Jean Maheux : Louis Leblanc
- Mathieu Quesnel : Luc
- Xavier Huard : Manuel

## Fiche technique
- Auteure : Francine Tougas
- Réalisateur : Alexis Durand-Brault
- Productrices : Sophie Lorain et Marleen Beaulieu
- Producteur exécutif : Richard Speer
- Producteur délégué : François Reed
- Société de production : Attractions images

## Épisodes

### Première saison (2014)
La première saison a été diffusée du mercredi 10 septembre 2014, au 26 novembre 2014.
1. La vraie maladie de Béatrice
2. Béatrice et la thérapie
3. Béatrice et la responsabilité
4. Bonne fête Béatrice!
5. Béatrice s'attend au pire
6. Post-agression
7. Béatrice la délinquante
8. Action-réaction
9. Quand le silence s'installe
10. Béatrice et le Droit d'être heureux
11. Derrière les apparences
12. Béatrice trop petite

Cotes d'écoutes
| № | Première diffusion | Cotes d'écoute  | Cotes d'écoute | Rang semaine |    | №                | Première diffusion | Cotes d'écoute | Cotes d'écoute | Rang semaine |
| - | ------------------ | --------------- | -------------- | ------------ | -- | ---------------- | ------------------ | -------------- | -------------- | ------------ |
| 1 | 10 septembre 2014  | en stagnation   | 1 345 000      | 4e           | 7  | 22 octobre 2014  | en diminution      | 1 003 000      | 12e            |              |
| 2 | 17 septembre 2014  | en diminution   | 1 166 000      | 11e          | 8  | 29 octobre 2014  | en augmentation    | 1 112 000      | 8e             |              |
| 3 | 24 septembre 2014  | en augmentation | 1 226 000      | 8e           | 9  | 5 novembre 2014  | en diminution      | 1 073 000      | 9e             |              |
| 4 | 1er octobre 2014   | en diminution   | 1 046 000      | 10e          | 10 | 12 novembre 2014 | en augmentation    | 1 178 000      | 6e             |              |
| 5 | 8 octobre 2014     | en augmentation | 1 056 000      | 11e          | 11 | 19 novembre 2014 | en diminution      | 1 154 000      | 7e             |              |
| 6 | 15 octobre 2014    | en augmentation | 1 182 000      | 7e           | 12 | 26 novembre 2014 | en diminution      | 1 049 000      | 12e            |              |

### Deuxième saison (2015)
La deuxième saison a été diffusée du 14 janvier 2015 au 2 décembre 2015.
1. Lendemain de veille
2. Faire le deuil du passé
3. Nouveaux Départs
4. What You Want, What You Need
5. Aller jusqu'au bout
6. Faire la bonne affaire
7. Dommages et Intérêts
8. Vérités
9. Dangereuse Liberté
10. Points de rupture
11. Réparer
12. Assumer
13. Béatrice fait du temps
14. Béatrice et la Vérité
15. Béatrice et l'Inévitable
16. Le Goût du bonheur
17. Un départ déchirant
18. La Vraie Famille de Béatrice
19. Guerre et paix
20. Reprise de contrôle
21. Bébé Blues
22. L'Art du secret
23. Cachotteries
24. Gros sur le cœur

Cotes d'écoutes
| №  | Première diffusion | Cotes d'écoute  | Cotes d'écoute | Rang semaine |    | №                 | Première diffusion | Cotes d'écoute | Cotes d'écoute | Rang semaine |
| -- | ------------------ | --------------- | -------------- | ------------ | -- | ----------------- | ------------------ | -------------- | -------------- | ------------ |
| 1  | 14 janvier 2015    | en augmentation | 1 141 000      | 10e          | 13 | 16 septembre 2015 | en diminution      | 1 118 000      | 6e             |              |
| 2  | 21 janvier 2015    | en augmentation | 1 222 000      | 9e           | 14 | 23 septembre 2015 | en augmentation    | 1 121 000      | 8e             |              |
| 3  | 28 janvier 2015    | en augmentation | 1 279 000      | 6e           | 15 | 30 septembre 2015 | en augmentation    | 1 219 000      | 7e             |              |
| 4  | 4 février 2015     | en diminution   | 1 275 000      | 8e           | 16 | 7 octobre 2015    | en diminution      | 1 103 000      | 9e             |              |
| 5  | 11 février 2015    | en diminution   | 1 244 000      | 8e           | 17 | 14 octobre 2015   | en diminution      | 1 087 000      | 9e             |              |
| 6  | 18 février 2015    | en diminution   | 1 114 000      | 11e          | 18 | 21 octobre 2015   | en augmentation    | 1 177 000      | 5e             |              |
| 7  | 25 février 2015    | en augmentation | 1 297 000      | 7e           | 19 | 28 octobre 2015   | en augmentation    | 1 183 000      | 7e             |              |
| 8  | 4 mars 2015        | en diminution   | 1 186 000      | 12e          | 20 | 4 novembre 2015   | en diminution      | 1 119 000      | 8e             |              |
| 9  | 11 mars 2015       | en augmentation | 1 268 000      | 8e           | 21 | 11 novembre 2015  | en diminution      | 1 106 000      | 9e             |              |
| 10 | 18 mars 2015       | en diminution   | 1 216 000      | 10e          | 22 | 18 novembre 2015  | en augmentation    | 1 257 000      | 6e             |              |
| 11 | 25 mars 2015       | en augmentation | 1 280 000      | 9e           | 23 | 25 novembre 2015  | en diminution      | 1 140 000      | 8e             |              |
| 12 | 1er avril 2015     | en diminution   | 1 248 000      | 6e           | 24 | 2 décembre 2015   | en diminution      | 1 048 000      | 10e            |              |

### Troisième saison (2016)
La troisième saison a été diffusée du 13 janvier 2016 au 30 novembre 2016.
1. Négocier le changement
2. Faire la paix
3. Le bon moment
4. L'Épée de Damoclès
5. Révélations
6. Le Rétroviseur
7. Montagnes russes
8. Un anniversaire raté
9. Le plus beau cadeau du monde
10. Pour vivre il faut toujours…
11. Trahir des fantômes
12. Reconstruire
13. Risquer le déséquilibre
14. Protéger
15. Une nouvelle vie
16. La Déchirure
17. 1 pour 8
18. Deuils
19. Rendez-vous
20. Peurs
21. Vérité ou Mensonge
22. Dénoncer, protéger
23. Avoir ce qu'il faut…
24. Le bon moment

Cotes d'écoutes
| №  | Première diffusion | Cotes d'écoute  | Cotes d'écoute | Rang semaine |    | №                 | Première diffusion | Cotes d'écoute | Cotes d'écoute | Rang semaine |
| -- | ------------------ | --------------- | -------------- | ------------ | -- | ----------------- | ------------------ | -------------- | -------------- | ------------ |
| 1  | 13 janvier 2016    | en augmentation | 1 188 000      | 12e          | -  | 7 septembre 2016  | en diminution      | 536 000        | 22e            |              |
| 2  | 20 janvier 2016    | en augmentation | 1 219 000      | 8e           | 13 | 14 septembre 2016 | en augmentation    | 1 051 000      | 13e            |              |
| 3  | 27 janvier 2016    | en diminution   | 1 135 000      | 10e          | 14 | 21 septembre 2016 | en diminution      | 1 006 000      | 13e            |              |
| 4  | 3 février 2016     | en augmentation | 1 193 000      | 7e           | 15 | 28 septembre 2016 | en augmentation    | 1 135 000      | 8e             |              |
| 5  | 10 février 2016    | en augmentation | 1 234 000      | 7e           | 16 | 5 octobre 2016    | en diminution      | 1 096 000      | 7e             |              |
| 6  | 17 février 2016    | en diminution   | 1 211 000      | 9e           | 17 | 12 octobre 2016   | en augmentation    | 1 138 000      | 8e             |              |
| 7  | 24 février 2016    | en diminution   | 1 130 000      | 11e          | 18 | 19 octobre 2016   | en diminution      | 1 055 000      | 9e             |              |
| 8  | 2 mars 2016        | en augmentation | 1 261 000      | 9e           | 19 | 26 octobre 2016   | en augmentation    | 1 061 000      | 11e            |              |
| 9  | 9 mars 2016        | en diminution   | 1 234 000      | 8e           | 20 | 2 novembre 2016   | en diminution      | 1 029 000      | 12e            |              |
| 10 | 16 mars 2016       | en diminution   | 1 201 000      | 9e           | 21 | 9 novembre 2016   | en augmentation    | 1 129 000      | 7e             |              |
| 11 | 23 mars 2016       | en diminution   | 1 172 000      | 7e           | 22 | 16 novembre 2016  | en augmentation    | 1 151 000      | 9e             |              |
| 12 | 30 mars 2016       | en diminution   | 1 146 000      | 9e           | 23 | 23 novembre 2016  | en augmentation    | 1 192 000      | 6e             |              |
|    |                    |                 |                |              |    | 25                | 30 novembre 2016   | en diminution  | 1 028 000      | 12e          |

### Quatrième saison (2017)
Cette saison de 28 épisodes est diffusée depuis le 18 janvier 2017 et se poursuit à l'automne 2017 pour sa dernière saison.
1. Repartir à zéro
2. Avoir une vie
3. Vie de famille
4. Face cachée
5. Au secours de Benoît
6. Une autre chance
7. Vision trouble
8. Huis clos
9. Un mariage et une tornade
10. Libérés
11. Une famille, point
12. Le Malheur des uns…
13. La Prisonnière
14. Drôle de famille
15. Apprendre de ses erreurs
16. Détox
17. Rétablir la confiance
18. La Petite Flamme
19. Un grain de sable
20. Papa
21. Je reste avec vous
22. L'Orpheline
23. Deux, c'est mieux ?
24. Le feu qui couve
25. La persévérance est avantageuse
26. Béatrice contre-attaque
27. Trouve sa place
28. Les Mardis de Béatrice

Cotes d'écoutes
| № | Première diffusion | Cotes d'écoute  | Cotes d'écoute | Rang semaine |    | №               | Première diffusion | Cotes d'écoute | Cotes d'écoute | Rang semaine |
| - | ------------------ | --------------- | -------------- | ------------ | -- | --------------- | ------------------ | -------------- | -------------- | ------------ |
| 1 | 18 janvier 2017    | en augmentation | 1 060 000      | 11e          | 6  | 22 février 2017 | en augmentation    | 1 078 000      | 9e             |              |
| 2 | 25 janvier 2017    | en augmentation | 1 080 000      | 11e          | 7  | 1er mars 2017   | en diminution      | 1 056 000      | 9e             |              |
| 3 | 1er février 2017   | en diminution   | 1 027 000      | 9e           | 8  | 8 mars 2017     | en diminution      | 1 011 000      | 9e             |              |
| 4 | 8 février 2017     | en augmentation | 1 075 000      | 12e          | 9  | 15 mars 2017    | en augmentation    | 1 065 000      | 9e             |              |
| 5 | 15 février 2017    | en diminution   | 935 000        | 16e          | 10 | 22 mars 2017    | en diminution      | 1 019 000      | 12e            |              |

## DVD
- Au secours de Béatrice - Saison 1 (25 août 2015[78])
- Au secours de Béatrice - Saison 2 (23 août 2016)
- Au secours de Béatrice - Saison 3 (5 décembre 2017)